# Quattro canti russi
I Quattro canti russi sono quattro canzoni per voce e pianoforte di Igor' Fëdorovič Stravinskij scritte tra il 1918 e il 1919. Il testo originale russo è stato tradotto in francese da Charles-Ferdinand Ramuz in collaborazione con il musicista.

## Storia
Nel 1918 Stravinskij si trovava in Svizzera a Morges e lavorava alla seconda suite tratta da L'uccello di fuoco; poiché la realizzazione si presentava laboriosa, interruppe momentaneamente il lavoro per dedicarsi a composizioni meno impegnative. Durante l'inverno di quell'anno aveva conosciuto Maja Strozzi-Pečić una cantante lirica croata che gli aveva chiesto una composizione adatta alla sua voce di soprano; Stravinskij colse l'occasione per scrivere i Quattro canti russi su testi popolari. Il primo brano, Canard, fu terminato il 28 dicembre di quell'anno; successivamente scrisse Chanson pour compter finita il 16 marzo 1919. Seguirono Le moineau est assis il 23 ottobre e Chant dissident ai primi di marzo. La prima esecuzione dei quattro pezzi avvenne al Conservatorio di Ginevra il 17 marzo 1919 con Tatjana Tatjanow soprano e José Iturbi al pianoforte.

Nel 1954 Stravinskij trascrisse il primo e il quarto canto, insieme a due delle Tre storie per bambini (Tilimbom e Anatre, cigni e oche), per voce, flauto, arpa e chitarra.

## Argomento
Il primo brano, Canard, racconta di un anatroccolo che va alla ricerca dei suoi piccoli e della moglie che è impegnata in avventure subacquee nei dintorni. Il secondo pezzo, Chanson pour compter, è un elenco intraducibile in rima con ripetizioni ritmiche frenetiche. Il terzo canto, Le moineau est assis, narra di un passerotto che tranquillamente, seduto in cima a una siepe, osserva ciò che accade intorno a lui, dalla gallina che raspa il terreno al lupo addormentato su di una catasta di legna. L'ultimo brano, Chant dissident, si discosta dagli altri tre e, prendendo spunto da una tempesta di neve che ha ostruito le strade; il racconto muta poi in una accorata preghiera a Dio onnipotente:
            Vent, neige, obscurité,

            toute voie ou sentier, tout chemin fermé

            comment à présent, comment aller,

            (en voiture pas plus qu'à pied),

            chez Celui de qui je suis né,

            chez Celui qui m'a donné le jour,

            chez Celui de qui je suis né,

            pour moi, et pour mes soeurs,

            mes frères en amour, frères en esprit,

            par lui-même pourtant choisis,

            mais gloire, gloire à Lui

            et gloire aussi à Jésus-Christ,

            et gloire au Père, gloire au Fils,

            gloire et reconnaissance à vous;

            Rois du ciel, aux siècles des siècles. Amen
In queste frasi intense si può percepire l'addio commovente e quasi mistico di Stravinskij alla sua terra natale.

## Analisi
Nel 1914, durante il suo ultimo viaggio in Russia, Stravinskij trovò diverse raccolte di poesie popolari, materiale che gli sarebbe servito poi per la stesura de Les noces; i brani erano molti e tra quelli non ancora utilizzati ne scelse alcuni da cui trarre lo spunto per i Quattro canti russi. Come il musicista ha sottolineato, in questi pezzi, come già in Pribautki e ne le Berceuses du chat, non sono presenti veri e propri canti popolari, ma l'effetto similare è dovuto invece alla sua memoria "folclorica" inconscia che ha ricreato delle melodie che li richiamano.

Il primo brano, Canard, è scritto sulla falsariga di un Khorovod russo, per certi aspetti simile alla Danza delle principesse de L'uccello di fuoco e rende realisticamente l'idea del movimento circolare dell'anatra qui suggerito dal canto del soprano. Nella Chanson pour compter, l'aspetto volutamente ingenuo dei ritmi ripetuti rivelano però modi raffinati di composizione pur nella loro semplicità. Nel terzo brano, Le moineau est assis, si ritrovano lineari elementi melodici tipici delle canzoni infantili. Il Canto settario si discosta invece totalmente dal tono ingenuo e puerile usato prima; il brano è intenso e sofferto e riflette i penosi anni passati dal compositore quando dovette lasciare la Russia segnandolo profondamente nello spirito. 